# Марсело Мартінс Морено
Марсе́ло Ма́ртінс Море́но  (ісп. Marcelo Martins Moreno; нар. 18 червня 1987 року, Санта-Крус-де-ла-Сьєрра) — болівійський футболіст, нападник парагвайського «Серро Портеньйо». Виступав за збірну Болівії. Рекордсмен збірної Болівії за кількістю зіграних матчів та забитих голів.

## Біографія
Марсело Морено народився 18 червня 1987 року в Санта-Крус-де-ла-Сьєрра. Його батько — бразилець, мати — болівійка. 

### Кар'єра
У Кубку Лібертадорес 2008 разом з «Крузейру» Марсело дійшов лише до стадії 1/8 фіналу, проте встиг забити 8 м'ячів і разом з парагвайцем Сальвадором Кабаньясом став найкращим бомбардиром турніру.

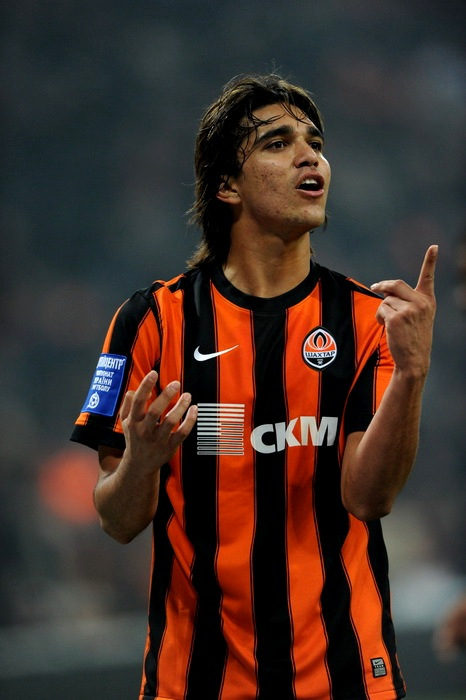
Марсело Морено під час виступів за «Шахтар». 13 листопада 2010 року

27 травня 2008 року уклав п'ятирічний контракт з донецьким «Шахтарем». Сума трансферу склала 9 млн євро.
В українській Прем'єр-лізі дебютував 27 липня 2008 року в матчі «Шахтар» — «Карпати», де на 54-ій хвилині замінив Євгена Селезньова.
На початку сезону Марсело тривалий час не вдавалось закріпитись в основному складі команди, а коли він все ж виходив на поле, то ніяк не міг забити. Свій дебютний гол у футболці донецького «Шахтаря» Марсело забив 29 жовтня 2008 року у матчі національного кубка України на полі ужгородського «Закарпаття», а вже 1 листопада відзначився і в українському чемпіонаті, забивши два голи луганській «Зорі».
Проте заграти в Донецьку футболісту не вдлалося і в травні 2009 року він на правах оренди перейшов в німецький «Вердер». Взимку повернувся назад до України, проте майже відразу, в лютому 2010 року, в останній трансферний день зимового міжсезоння «Віган» оголосив про оренду Морено до кінця сезону.
Лише повернувшись з оренди влітку 2010 року, футболісту вдалося закріпитися в основі донецьким «Шахтаря».
10 грудня 2011 року з'явились чутки, що Морено може перейти до бразильського «Греміу», через три дні стало відомо, що клуби почали вести перемовини по футболісту  . 14 грудня було оголошено, що Марсело перейшов у бразильський клуб за 7 мільйонів євро, підписавши контракт строком на 5 років, який вступить в силу з 2012 року  . 16 грудня офіційний сайт бразильського клубу підтвердив перехід футболіста .
Не ставши основним гравцем команди, Марсело віддавався в оренду в інші бразильські клуби «Фламенгу» та «Крузейру», причому з першим Морено став володарем кубка Бразилії, а з другим чемпіоном країни.
2015 року став гравцем китайського клубу «Чанчунь Ятай».

## Карʼєра в збірній
Марсело залучався до Молодіжної збірної Бразилії, проте через незначні перспективи зайняти місце в основі і холодного ставлення бразильської публіки до можливості виступу за збірну не вродженого бразильця, він вирішив виступати за збірну Болівії. В національній збірній Болівії дебютував 12 вересня 2007 року в матчі з командою Перу. 
Забивши 7 голів за збірну Болівії у відбірному циклі до чемпіонату світу 2010 року, став одним з найкращих бомбардирів кваліфікації Південної Америки.
У складі збірної був учасником кубків Америки 2011 та 2015 років.
12 листопада 2020 року в матчі відбіркового турніру до чемпіонату світу 2022 року проти збірної Еквадору забив гол і зрівнявся з Хоакіном Ботеро за кількістю забитих голів за збірну Болівії (20 голів). 17 листопада 2020 року года в матчі відбіркого турніру до чемпіонату світу забив м'яч проти збірної Парагваю і тим самим став найкращим бомбардиром в історії збірної Болівії. 
28 березня 2023 року в товариському матчі проти Саудівської Аравії провів свою 100-у гру за збірну Болівії, ставши лише другим в історії болівійським футболістом, що досяг цієї позначки. Матч проти Бразилії, зіграний 9 вересня 2023 року, став для Морено 103-м матчем за збірну Болівії і таким чином перевершив досягнення Рональда Ральдеса за кількістю проведених матчів (102). 
14 листопада 2023 року оголосив про завершення кар'єри в збірній Болівії. 21 листопада 2023 року провів свій останній матч в складі болівійців, вийшовши у стартовому складі матчу відбіркового турніру до чемпіонату світу 2026 року проти збірної Уругваю (0:3). На 87-й хвилині був замінений на Хаїра Рейносо і залишив поле під оплески вболівальників та футболістів. Всього провів у формі команди 108 матчів, забив 31 гол.

### Голи за збірну
| #  | Дита              | Місце                     | Суперник  | Гол   | Рахунок | Турнір                             |
| -- | ----------------- | ------------------------- | --------- | ----- | ------- | ---------------------------------- |
| 1. | 20 листопада 2007 | Сан-Кристобаль, Венесуела | Венесуела | 1 – 0 | 3–5     | Кваліфікація ЧМ-2010 (Пд. Америка) |
| 2. | 20 листопада 2007 | Сан-Кристобаль, Венесуела | Венесуела | 3 – 2 | 3–5     | Кваліфікація ЧМ-2010 (Пд. Америка) |
| 3. | 18 червня 2008    | Ла-Пас, Болівія           | Парагвай  | 4 – 2 | 4–2     | Кваліфікація ЧМ-2010 (Пд. Америка) |
| 4. | 14 жовтня 2008    | Ла-Пас, Болівія           | Уругвай   | 1 – 0 | 2–2     | Кваліфікація ЧМ-2010 (Пд. Америка) |
| 5. | 14 жовтня 2008    | Ла-Пас, Болівія           | Уругвай   | 2 – 0 | 2–2     | Кваліфікація ЧМ-2010 (Пд. Америка) |
| 6. | 1 квітня 2009     | Ла-Пас, Болівія           | Аргентина | 1 – 0 | 6–1     | Кваліфікація ЧМ-2010 (Пд. Америка) |
| 7. | 11 жовтня 2009    | Ла-Пас, Болівія           | Бразилія  | 2 – 0 | 2–1     | Кваліфікація ЧМ-2010 (Пд. Америка) |

## Досягнення

### Командні досягнення
«Віторія»
- Чемпіон штату Баїя (1): 2005, 2007

«Крузейру»
- Чемпіон Бразилії: 2014
- Чемпіон штату Мінас-Жерайс (1): 2008, 2014
- Найкращий бомбардир Кубка Лібертадорес (1): 2008 (8 голів)

«Вердер»
- Володар Суперкубка Німеччини (1): 2009

«Шахтар»
- Володар Кубка УЄФА (1): 2008/09
- Чемпіон України: 2011
- Володар Суперкубка України: 2008, 2010
- Володар Кубка України: 2011

«Фламенгу»
- Володар Кубка Бразилії: 2013

### Особисті досягнення
- Найкращий бомбардир збірної Болівії: 31 гол
- Рекордсмен збірної Болівії за кількістю проведених матчів: 108